# Fréjus-Gonfaron-Fréjus
Fréjus-Gonfaron-Fréjus est une ancienne course cycliste française, organisée les 5 juin 1892 et 23 octobre 1893 à Fréjus dans le département du Var, en région Provence-Alpes-Côte d'Azur,.

## Palmarès
| Année | Vainqueur        | Deuxième         | Troisième     |
| ----- | ---------------- | ---------------- | ------------- |
| 1892  | Charles Nicodémi | Marius Allard    | Claude Fayard |
| 1893  | Auguste Garin    | Alphonse Jacquin | Oddo Nemmi    |